# Ойпі (Південна Дакота)
Мендерсон-Вайт-Горс-Крік (англ. Manderson-White Horse Creek) — переписна місцевість (CDP) в США, в окрузі Оглала-Лакота штату Південна Дакота. Населення — 554 особи (2020).

## Географія
Мендерсон-Вайт-Горс-Крік розташований за координатами 43°14′6″ пн. ш. 102°29′29″ зх. д. / 43.23500° пн. ш. 102.49139° зх. д. (43.235041, -102.491508).  За даними Бюро перепису населення США в 2010 році переписна місцевість мала площу 14,85 км², уся площа — суходіл.

## Демографія
Згідно з переписом 2010 року, у переписній місцевості мешкало 626 осіб у 117 домогосподарствах у складі 103 родин. Густота населення становила 42 особи/км².  Було 118 помешкань (8/км²).
Расовий склад населення:
| - 98,1 % — корінних американців - 1,6 % — білих |

До двох чи більше рас належало 0,2 %. Частка іспаномовних становила 3,7 % від усіх жителів.
За віковим діапазоном населення розподілялося таким чином: 42,3 % — особи молодші 18 років, 54,0 % — особи у віці 18—64 років, 3,7 % — особи у віці 65 років та старші. Медіана віку мешканця становила 20,9 року. На 100 осіб жіночої статі у переписній місцевості припадало 90,3 чоловіків;  на 100 жінок у віці від 18 років та старших — 85,1 чоловіків також старших 18 років.
Середній дохід на одне домашнє господарство  становив 19 386 доларів США (медіана — 15 104), а середній дохід на одну сім'ю — 20 448 доларів (медіана — 16 354). За межею бідності перебувало 76,2 % осіб, у тому числі 61,1 % дітей у віці до 18 років та 100,0 % осіб у віці 65 років та старших.
Цивільне працевлаштоване населення становило 58 осіб. Основні галузі зайнятості: мистецтво, розваги та відпочинок — 46,6 %, виробництво — 29,3 %, публічна адміністрація — 24,1 %.